# Ланджахпюр
Ланджахпюр (Ланджахбюр) (арм. Լանջաղբյուր), до 1950 года Кюзаджик или Кюзаджр — крупное село в Гехаркуникской области, на востоке Армении. Основано в 1828 году переселенцами из Алашкерта и Баязита. Находится в 11 км от административного центра области города Гавар. Население на начало 2010 года составляло 2456 человек.
При СССР в Ланджахпюре существовал конденсаторный завод, где работали около 400 человек. В настоящее время люди в основном зарабатывают в других регионах Армении или занимаются подработками в других странах (в частности, в Российской Федерации).